# Saat der Angst
Saat der Angst (japanisch 不安の種 Fuan no Tane) ist eine Manga-Reihe von Masaaki Nakayama. Der Manga lässt sich in die Genres Horror, Mystery und Shōnen einordnen.

## Inhalt
In kurzen, in sich abgeschlossenen Geschichten geht es um Kinder, Jugendliche aber auch Erwachsene, die es plötzlich mit übernatürlichen Phänomenen zu tun bekommen. Darunter befinden sich etwa feindlich gesinnte Geister, bizarre Monster oder mysteriöse Personen. Eine Erklärung für die Phänomene gibt es in den Geschichten nicht. Zudem haben die Episoden oft ein düsteres Ende. Die Charaktere nehmen Schaden, verschwinden spurlos oder werden sogar getötet. 

## Veröffentlichung
Der sich an ein männliches Publikum richtende Manga erschien in Japan beim Verlag Akita Shoten von 2004 bis 2005 in drei Sammelbänden. Die deutsche Übersetzung erschien am 6. Januar 2021 bei Egmont Manga. Für diese Ausgabe wurden sämtliche Geschichten in einem Hardcover-Sammelband veröffentlicht (ISBN 978-3-7704-2855-7). ECC Ediciones veröffentlichte den Manga in Spanien und Tong Li Publishing in Taiwan.
Von 2007 bis 2008 erschienen in Japan unter dem Titel Fuan no Tane+ (japanisch 不安の種+) neue Geschichten in insgesamt vier Sammelbänden. Eine weitere Fortsetzung wird seit 2019 unter dem Titel Fuan no Tane* veröffentlicht.

## Verfilmungen
Im Jahr 2013 entstand unter der Regie von Toshikazu Nagae eine Realverfilmung des Mangas. Nagae verfasste ebenfalls das Drehbuch.